# Abdoulaye Diakhaté
Abdoulaye Diakhaté (* 16. Januar 1988 in Guédiawaye, Senegal) ist ein senegalesischer Fußballspieler.

## Karriere
Seine Profikarriere begann der Mittelfeldspieler 2008 in der zweiten türkischen Liga beim Kartalspor. Nach nur einem halben Jahr folgte der Wechsel zum Ligarivalen Sakaryaspor. In der Saison 2009/10 spielte er beim Çaykur Rizespor. 2011 wechselte er zum kasachischen Verein FK Taras.